# Erdling (Album)
Erdling ist das zweite Soloalbum des deutschen Rockmusikers Daniel Wirtz. Es erschien am 23. Oktober 2009 über sein Musiklabel Wirtz Musik.

## Entstehungsgeschichte
Daniel Wirtz kam auf den Album-Titel Erdling, welchen er auch auf seine Brust tätowiert hat, weil sein Debütalbum seiner Meinung nach sehr selbstbezogen war und es in diesem Album darum gehen sollte, welche Verantwortung der Mensch als Bewohner unseres Planeten für sich und andere Menschen hat. Des Weiteren wollte er mit dem Albumtitel sein Unverständnis dafür ausdrücken, dass es zwischen den Menschen als höchstentwickelte Spezies auf diesem Planeten immer wieder zu großen Konflikten komme, die bei allen anderen Arten nicht vorkämen. Er sagte zur Bedeutung des Album-Titels:

„Dieses Mal wollte ich ’ne Headline, die beschreibt, worum es geht. Da war Erdling für mich das Schlagwort. Was alles damit zusammen hängt, wenn man auf diesem Planten lebt, welche Verantwortung man sich selbst und anderen gegenüber hat. Was sind wir? Warum sind wir so, wie wir sind? Usw. Das ist bei mir nichts anderes. Sagen wir mal so, wenn ich mal ’ne Sportzigarette zu viel geraucht habe, dann komm’ ich ab und zu auf den Trichter, dass ich mir Gedanken darüber mache, warum es überhaupt diese ganzen Streitereien, diesen ganzen Hass in der Welt gibt? Nur weil einer ’ne andere Hautfarbe hat, an was anderes glaubt. Warum bekommt man sich als Mensch ständig nur in die Haare? Das gibt es bei keiner anderen Spezies. Du wirst nie einen Ameisenhaufen sehen, der sich selbst vernichtet. Alles ist im Einklang mit sich selbst, seiner Umgebung, der Natur. Nur das höchstentwickelte Wesen spielt Virus und macht alles kaputt. Dementsprechend identifiziere ich mich einfach mit dem Zum-Planeten-Gehörenden und versuche entsprechend auch, die Verantwortung mitzutragen, dass das alles funktioniert. Man kann nicht einfach alles kaputt machen, nur um selber ein wenig mehr Spaß zu haben. Zum anderen gibt es am Wort Erdling noch den Aspekt, dass Leute eben anscheinend von Aliens entführt wurden und Experimente an ihnen gemacht wurden. Da dachte ich, wenn ich mal entführt werde …“

Wirtz sieht das Album als Weiterführung des ersten Albums ohne Wiederholungen an und vergleicht es mit dem zweiten Teil eines Filmes.
Direkt nach der vorangegangenen Tour begann Wirtz mit den Arbeiten am Album Erdling. Er bezeichnete die Arbeit an dem Album wie schon beim Vorgängeralbum als Therapie. Des Weiteren sagte er, dass das zweite Album das schwerste in einer Karriere sei und dass der Druck, den er auch selbst auf sich ausübte, bei der Arbeit an dem Album sehr groß war. Dies lag daran, dass er nur ein Jahr Zeit für die Arbeit an dem Album hatte, währenddessen Konzerte spielte, die Konzerte der anschließenden Tour im Vorfeld gebucht werden mussten und weil er sein vorheriges Album vom Niveau her übertreffen wollte. Sein Leben und die Arbeit an dem Album bezeichnete Wirtz als „Achterbahnfahrt“, weil er manchmal an seinen Aufnahmen zweifelte, aber sie einige Tage später doch wieder gut fand und weil er sich damals Gedanken über seine finanzielle Zukunft machte. Während bei dem Vorgängeralbum 11 Zeugen die Texte vor der Musik geschrieben wurden, wurden sie für Erdling zur Musik geschrieben, wobei Wirtz versuchte, die Emotionen der Lieder in Texte zu fassen. Aus seiner Sicht ist das Album „härter und dunkler“ als das Vorgängeralbum.
Zu der Art und Weise, wie die Texte für das Album entstanden, sagte Wirtz:

„Die entstehen unter unterschiedlichen Umständen. Bei manchen arbeitet man echt vier bis fünf Wochen bis zwei, drei Monate und schreibt teilweise 19 Versionen, bis dann die 20ste passt. Andere entstehen, indem man seiner Melancholie freien Lauf lässt, eine gute Flasche Rotwein rein knallt und aufschreibt, was man gerade im Kopf hat. Also von daher gibt es relativ unterschiedliche Möglichkeiten, wie es zu den jeweiligen Texten kommt. Manche sind auch ganz nüchtern entstanden, wo man versucht hat, wirklich klare Sachen zu sehen und zu erkennen oder zu analysieren. Aber am Ende ist für mich das Texten die schwierigste Aufgabe überhaupt. Es ist im Deutschen halt sehr schnell "cheesy" oder klingt nach Schlager. Und dementsprechend muss ich es 100 mal drehen und wenden, bis ich schließlich diesen einen Satz habe, der ganz frisch und kitschfrei klingt.“

Bezüglich des schwierigsten Aspektes des Textens sagte er:

„Das Schwierige ist halt, was ich auch bei der zweiten Platte festgestellt habe, nicht zu beschreiben, sondern aus der Sache zu schreiben. Dass man wirklich den Kern trifft. Du willst z. B. dass die Leute denken, es ist ein rotes Tuch, ohne selbst ‚rot‘ zu sagen. Jeder soll danach denken, es ist rot, ohne dass du was mit Farben gesagt hast, das Gefühl muss kommen. Diesen Punkt zu treffen war schon schwer. Teilweise hab ich für einen Song 14, 15 verschiedene Texte geschrieben, die eigentlich, wenn man sie liest, Killertexte wären, aber eben so nicht genau treffen.“

## Covergestaltung
Auf dem Coverbild ist eine künstlerische Darstellung von Daniel Wirtz als Embryo mit all seinen damaligen Tattoos zu sehen. Es soll symbolisieren, dass Wirtz seine Alben als seine „Kinder“ betrachtet und sie ihm sehr am Herzen liegen. Der Embryo wurde von einem Freund von Wirtz als 3D-Modell erstellt. Im Booklet befinden sich Nahaufnahmen von dem dargestellten Embryo aus verschiedenen Blickwinkeln.

## Titelliste
| #  | Titel                     | Länge |
| -- | ------------------------- | ----- |
| 1  | Im freien Fall            | 3:39  |
| 2  | Geschichten ohne Sieger   | 3:32  |
| 3  | Anderer Stern             | 3:58  |
| 4  | Der Feind in meinem Kopf  | 3:20  |
| 5  | Meinen Namen              | 3:36  |
| 6  | Lass mich los             | 4:03  |
| 7  | Meilenweit                | 4:11  |
| 8  | Scherben                  | 6:15  |
| 9  | Frei                      | 4:33  |
| 10 | L.M.A.A.                  | 3:27  |
| 11 | Kugel Kopf & Eins im Sinn | 4:10  |
| 12 | Siehst du mich            | 3:42  |
| 13 | Nada Brahma               | 4:30  |
| 14 | Leb’ wohl                 | 3:03  |
| 15 | Overkill                  | 4:01  |

## Hintergrundinformationen zu einzelnen Liedern
Im freien Fall
Im freien Fall stellt laut Wirtz ein Bindeglied zwischen dem Vorgängeralbum 11 Zeugen und Erdling dar, weil es den Aspekt aufgreift, dass das Vorgängeralbum wie eine Selbsttherapie für Wirtz war, aber der Text auch „den Weg weist“ für den Rest des Albums. Das Lied war eines der ersten des Albums, das fertiggestellt wurde und an dem sich Wirtz immer wieder orientieren und mit dem Vorgängeralbum abschließen konnte.
Anderer Stern
In dem Lied greift Wirtz dieselbe Situation wie in dem Lied Mon Amour vom Vorgängeralbum 11 Zeugen auf nur mit dem Unterschied, dass Wirtz die Vorkommnisse mit einem „gesunden Abstand“ betrachtet. In dem Lied hinterfragt Wirtz, warum er sich in seiner Vergangenheit für eine Frau erniedrigt hat, was in der Zeile: „Ich frag' mich, wie tief meine Sonne stand, als ich dich traf, dass ein Zwerg wie du so lange Schatten warf“ zum Ausdruck kommt. Er kann es nicht nachvollziehen und sucht die Erklärung darin, dass die Gefühle damals sein Denken blockiert hätten.
Der Feind in meinem Kopf
In dem Lied beschreibt Daniel Wirtz selbst erlebte Phasen der Depression, die seine rationale Wahrnehmung einschränken, und nächtliches Erwachen ausgelöst durch Ängste. Er benutzt das Lied in solchen Situationen, um sich daran zu erinnern, dass sein Denken und seine Wahrnehmung in diesen Situationen beeinflusst werden.
Meinen Namen
In dem Lied geht es darum, dass Wirtz mit seiner Musik „Spuren ziehen“ und etwas hinterlassen will, das noch gehört wird, wenn er schon tot ist. Seiner Meinung nach ist nicht vergessen zu werden etwas, das alle Menschen wollen.
Meilenweit
Die Motivation für das Lied war, dass Wirtz die Meinung vertritt, dass die Menschheit, obwohl es die am höchsten entwickelte Spezies auf der Erde ist, nicht im Einklang miteinander und der Umwelt lebt und der „Virus“ der Welt ist, während Tiere harmonisch mit sich und der Umwelt zusammenleben. In dem Lied versucht Wirtz, das durch mehrere Beispiele über die Menschheit zu verdeutlichen.
Scherben
Wirtz änderte die Wörter „verarschen“ und „bescheißen“ für die Version auf seinem 2014 erschienenen Album Unplugged in „verleugnen“. Wirtz sagte, dass er, wenn er damals darauf gekommen wäre, „verleugnen“ für die Originalversion verwendet hätte, da es die Aussage besser treffe.
Frei
Wirtz schrieb das Lied für Tage, an denen er denkt, dass die Dinge in Deutschland nicht richtig funktionieren würden, als Erinnerung daran, dass die persönliche Freiheit, die er in Deutschland hat, nicht in jedem Land der Welt selbstverständlich ist. Er sagte über die Bedeutung des Liedes:

„Ist ein Song, den ich für mich geschrieben habe. Es ist eine Erinnerung für mich. Ich weiß nicht wie es Dir geht, aber ich habe oft Tage, an denen ich denke: „Mensch, Deutschland suckt total!“. Du kommst vorne und hinten einfach nicht klar. Alles macht überhaupt keinen Sinn. In solchen Momenten guck ich über den Tellerrand und schaue mir andere Schicksale an. In China würde ich für so eine Platte wie 'Erdling' bestimmt öffentlich hingerichtet werden. Im Irak gibt’s bestimmt coole Jungs, die bestimmt Bock hätten eine Metalband zu machen, aber sie dürfen es nicht. Und in Afrika ist das Einzige, was so laut wie eine Bassdrum ist, eine Mine, auf die gerade ein Kind getreten ist. Wenn man sich das einmal vor Augen hält, dann geht es einem im Vergleich dazu eigentlich recht geil hier. Wenn man mal eben kurz zum Doc muss, dann funktioniert hier in Deutschland alles. Und für all die, die dass eben nicht können, für die erinnere ich mich daran.“

L.M.A.A.
Das Lied ist Wirtz’ Reaktion auf negative Beiträge oder Absagen von Radiosendern oder Magazinen, die er erhielt. Die Strophen bestehen aus Zitaten aus solchen Kritiken. Der Refrain stellt Wirtz’ Antwort an die betreffenden Radiosender und Magazine dar. Er beklagte, dass er Kommentare zu seinem Debütalbum 11 Zeugen bekommen habe, die nichts mit konstruktiver Kritik zu tun gehabt hätten. Er sagte darüber:

„Zum Teil kamen wirklich einfach nur so Kommentare wie: 'Ey, Mann, Alter ich kenn dich nicht’ oder 'Hey, der ist ja asozial!'. Wenn ich so was höre, denke ich mir einfach nur: 'Kennst du mich? Hast du schon einmal mit mir an einem Tisch gesessen?'. Es ärgert einen nun mal, weil gerade die Presse, die diese Dinge schreibt und sich auf die Fahnen schreibt Platten zu rezensieren, sich noch nicht mal die Mühe gemacht hat, sich überhaupt mit der Scheibe zu beschäftigen. Wenn ich hingehe und sage: 'Ich hab da einfach keinen Bock drauf!', dann hab ich mir wohl den falschen Job ausgesucht und sollte darüber nachdenken einfach was anderes zu machen. Aber diese Leute, die so was von sich geben, müssen meiner Meinung nach einfach persönlich irgendwelche Probleme haben, zum Beispiel weil die Alte zu Hause stresst oder die Mutter nervt. Dann liegt da noch der „Wirtz“ auf dem Tisch und irgendein Promoter will ihnen auch noch erzählen, dass es sich dabei um echt geilen Scheiß handelt. Ich kann ja verstehen, dass bei so einem Typen die Plattenkritik auch mal etwas härter ausfällt, als bei einem, der einen guten Tag gehabt hat, wunderbaren Sex hatte oder die Freundin ihm das Frühstück gemacht hat.“

Kugel Kopf & Eins im Sinn
Das Lied behandelt das Thema Selbstmord und ist Karsten Hoffmann gewidmet, der ein sehr guter Freund von Daniel Wirtz war und sich das Leben genommen hatte. Wirtz hat ihm das Lied gewidmet, weil niemand gewusst hätte, was dieser für ihn getan hatte, und Wirtz möchte, dass Karsten Hoffmann nicht vergessen wird.
Siehst du mich
Das Lied ist ein Liebeslied und für Wirtz der Versuch eines positiven Liedes auf dem Album. In einem Interview im September 2013 sagte Wirtz, dass es bis zu dem Zeitpunkt das fröhlichste Lied sei, das er geschrieben habe. Wirtz spielt das Lied gerne live, weil ihn in jeder Stadt immer mehr Leute sähen, obwohl er nicht wisse woher sie kommen. Diesen Menschen gehöre das Lied.
Nada Brahma
In dem Lied setzt sich Wirtz mit der aus Indien stammenden Philosophie auseinander, zu der es auch eine Meditationsform gibt, und die besagt, dass die Welt (Brahma) aus Klang (Nada) bestehe, weil ihm diese Vorstellung gefällt. Wirtz sagte über die Bedeutung des Liedes:

„Die Welt ist Klang irgendwie. Über diesen Satz bin ich im Internet gestolpert. Er besagt, dass alles aus Klang besteht, ja sogar jedes Atom schwingt. Demnach bin ich mit meiner Musik quasi ganz nah an dem, was alles ist. Und vielleicht ist Musik auch der Schlüssel dazu, die Leute zu packen, zu treffen, einfach die Seele von allem Guten und Schlechten. Mit dem Songtext sagt man letztlich aus, dass alles Klang ist und alles in Klang geht und wir uns alle irgendwann wieder sehen werden, zwischen Hendrix und Nirvana im Nada Brahma.“

Leb’ wohl
Leb’ wohl war ursprünglich ein Bonus-Lied für iTunes, welches diesem Album wegen der hohen Nachfrage der Fans nach dem Lied bei Live-Konzerten und den Aufrufzahlen bei YouTube als Bonus-Titel hinzugefügt wurde.
Overkill
Overkill war ursprünglich eine B-Seite auf der Single zu dem Lied Keine Angst vom Vorgängeralbum 11 Zeugen. Da nur etwa 400 bis 500 Exemplare von der Single verkauft wurden, und wegen der Nachfrage der Fans nach dem Lied, entschied sich Daniel Wirtz, es diesem Album als Bonus-Titel hinzuzufügen.

## Kommerzieller Erfolg
Erdling stieg am 6. November 2009 auf Platz 44 der deutschen Album-Charts ein, bevor es diese eine Woche später wieder verließ. Am 19. Juni 2015 kehrte das Album auf Platz 97 wieder in die Charts zurück und erreichte zwei Wochen später, am 3. Juli 2015, seine Höchstposition auf Platz 30. Es konnte sich insgesamt elf Wochen in den deutschen Charts halten. Am 3. Juli 2015 stieg das Album auf Platz 56 der österreichischen Album-Charts ein und konnte sich dort insgesamt zwei Wochen halten. In den schweizerischen Charts stieg das Album am 28. Juni 2015 auf Platz 63 ein, bevor es die Charts eine Woche später wieder verließ.

## Rezeption
| Professionelle Bewertungen | Professionelle Bewertungen |
| -------------------------- | -------------------------- |
| Kritiken                   |                            |
| Quelle                     | Bewertung                  |
| Laut                       | [ 10 ]                     |
| Rock Hard                  | [ 11 ]                     |
| Metal Hammer               | [ 12 ]                     |
| Pressure Magazine          | [ 13 ]                     |
| CDStarts                   | [ 14 ]                     |

Erdling erhielt gute Kritiken von der Fachpresse.
Mike Borrink vom Musikmagazin Rock Hard bewertete das Album im November 2009 in der Ausgabe Nr. 270 mit sieben von zehn möglichen Punkten. Er schrieb über das Album:

„Bei der Erwähnung des Namens Sub7even kräuselt sich auch heute noch so mancher Fußnagel. Zu kitschig, zu seicht und zu konstruiert wirkte der Sound der Band um vier ehemalige Rage-Mitglieder auf viele Fans zu Beginn ihrer Karriere. Dank der Kollaboration mit Oberonkel Stephan Weidner erarbeitete man sich zuletzt zwar auch ein paar Ecken und Kanten zurück, doch so richtig authentisch wirkt inzwischen eigentlich nur Sänger Daniel Wirtz auf seinen beiden Soloalben. 'Erdling' schimpft sich der Nachfolger von '11 Zeugen' (2007), auf dem der Wahl-Frankfurter einmal mehr eine Mischung aus Rock, Grunge und derb-persönlichen deutschen Texten (wirken weder bieder, künstlich noch aufgesetzt) anbietet. Klingt phasenweise wie eine etwas härtere Version von Selig (mit nicht ganz so garstiger Onkelz-Lyrik) und ist somit meilenweit von Bands wie Silbermond, den Hosen und den Ärzten entfernt.“

Matthias Mineur vom Musikmagazin Metal Hammer bewertete das Album am 1. November 2009 mit sechs von sieben möglichen Punkten. Er schrieb über das Album:

„Zu Spitzenzeiten von Sub7even war Daniel Wirtz der perfekte Schwiegersohn: smartes Gesicht, modische Frisur, gepflegtes Äußeres, feines Benehmen. Heute, knapp sieben Jahre später, scheint der Mann mit seinem tätowierten Körper, dem verwegenen Bart und der langen Mähne eher die Begleitung von Slayer vorzuziehen, anstatt bei Oma und Opa das sonntägliche Kaffeetrinken zu bereichern. Aber: Wirtz ist ein Kerl geworden, ein Mann mit markanter Ausstrahlung und eigener musikalischer Identität. Mit seiner zweiten Soloscheibe ERDLING legt Wirtz ein weiteres großartiges Rock/Alternative Rock-Album vor mit dem Chris Cornell (Soundgarden/Audioslave) sicherlich die ganze Welt begeistern würde. Gleich mehrere absolute Killertracks befinden sich auf ERDLING, allen voran die beiden Übernummern 'Anderer Stern' und 'Der Feind in meinem Kopf'.“

## Tour
Im November und Dezember 2009 spielte Wirtz eine Tour zum Album mit 17 Konzerten. Die Tour wurde um zehn weitere Konzerte im Februar und März 2010 verlängert. Die Tour hatte insgesamt etwa 10.000 Besucher. Am 26. März 2010 wurde eine Live-DVD vom Konzert in der Frankfurter Batschkapp veröffentlicht.
Erster Teil der Tour
8. November 2009: Ludwigsburg – Rockfabrik
9. November 2009: Ludwigshafen am Rhein – dasHaus
11. November 2009: Hamburg – Uebel & Gefährlich
12. November 2009: Lübeck – Rider’s Cafe
14. November 2009: Berlin – Columbia Club
15. November 2009: Leipzig – Moritzbastei
17. November 2009: München – Kulturzentrum Backstage
18. November 2009: Nürnberg – Hirsch
20. November 2009: Augsburg – Kantine
21. November 2009: Dresden – Beatpol
23. November 2009: Frankfurt am Main – Batschkapp
24. November 2009: Köln – Stollwerck
25. November 2009: Bochum – Matrix
27. November 2009: Bielefeld – Kamp
28. November 2009: Ahlen – Schuhfabrik
29. November 2009: Hannover – Musikzentrum
1. Dezember 2009: Losheim – Eisenbahnhalle
Zweiter Teil der Tour
27. Februar 2010: Nordhorn – Scheune
1. März 2010: Aschaffenburg – Colos-Saal
3. März 2010: Dortmund – FZW
5. März 2010 Stuttgart – Röhre
6. März 2010: Chemnitz – Talschock
7. März 2010: Magdeburg – Feuerwache
10. März 2010: Rostock – MAU Club
11. März 2010: Bremen – Tower
12. März 2010: Jena – F-Haus
14. März 2010: Braunschweig – Meiers Music Hall